# Dariusz Pender

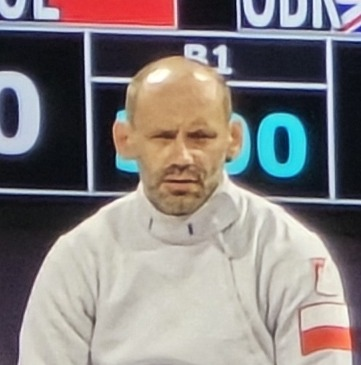
Dariusz Pender, 2024

Dariusz Pender (* 16. Oktober 1974 in Tarnogród) ist ein polnischer Rollstuhlfechter bei IKS AWF Warszawa.
Als Dreijähriger verlor er durch einen Unfall mit einer Mähmaschine sein rechtes Bein. 1995 wurde er von Marek Iwanicki zum Rollstuhltraining bei OSiR Zamość (Ośrodek Sportu i Rekreacji Zamość - Zentrum für Sport und Erholung Zamość) eingeladen und begann mit Rollstuhlbasketball, wechselte im September 1996 zu CKiRI (Centrum Kształcenia i Rehabilitacji) in Konstancin-Jeziorna und begann kurz darauf mit dem Fechten. Zeitweilig spielte er auch Rollstuhltennis.
Seit 1997 ist Marek Gniewkowski sein Trainer. 2009 wechselte Dariusz Pender zu IKS AWF Warszawa.
Er arbeitet bei der Bank PKO BP, ist verheiratet und hat zwei Kinder.

## Erfolge
Dariusz Pender startet in der Kategorie A (vollständig intakte Rücken- und Bauchmuskulatur)
- Paralympics[1]

2000: 1. Platz im Degen, Einzel
2000: 2. Platz im Degen, Team
2004: 2. Platz im Degen, Team
2004: 3. Platz im Florett, Einzel
2004: 3. Platz im Florett, Team
2008: 3. Platz im Florett, Einzel
2012: 1. Platz im Degen, Einzel
2016: 2. Platz im Florett, Team
2016: 3. Platz im Degen, Team
- Weltmeisterschaften[1]

2010: 2. Platz im Degen, Team
2010: 2. Platz im Degen, Einzel
2011: 1. Platz im Degen, Einzel
2015: 2. Platz im Degen, Team
2015: 2. Platz im Florett, Team
2015: 3. Platz im Florett, Einzel
2017: 3. Platz im Florett, Team
- Europameisterschaften

2018: 3. Platz im Florett, Team

## Auszeichnungen
- 2001: Verdienstkreuz der Republik Polen in Gold[7]
- 2008: Ritter des Orden Polonia Restituta[8]
- 2012: Ehrenmedaille Pro Masovia[9]
- 2013: Offizier des Orden Polonia Restituta[10]